# Corchete
Un corchete es un signo de puntuación, similar al paréntesis, utilizado en pares para rodear a una porción de texto. Puede ser de apertura (« [ ») o de cierre (« ] »).

## Usos

### Tipografía

#### Citas
- Los corchetes indican una intervención de fuera del texto, mientras que los paréntesis «pertenecen» al autor. Así, el lector puede distinguir entre lo que es obra del autor y lo que no.[1]

Dijo Antoine de Saint-Exupéry [en El principito] que si quieres construir un barco, no empieces por buscar madera, cortar tablas o distribuir el trabajo. Evoca primero en los hombres y mujeres el anhelo del mar.
(Marina La Razón [Esp. 4/12/2022])

- Los corchetes indican que se ha sustituido o añadido una palabra o segmento de palabra en una cita para que siga siendo comprensible fuera de contexto:

Él [Francisco] pasó la página del periódico.
(Juan Pérez)

- Los corchetes se utilizan cuando el material citado se modifica de alguna manera, las alteraciones se encierran entre corchetes dentro de la cita para mostrar que la cita no es exactamente como se da:

Él se mostró e[sc]éptico ante sus ojos [la palabra original era exéptico].
(Fulana)

- Los corchetes indican que se añadió un comentario o anotación (que debe ir en cursiva; véase el comentario en el ejemplo anterior).
- Los puntos suspensivos entre corchetes ([...]) indican que una cita ha sido acortada:

En un lugar de la Mancha […], no ha mucho tiempo que vivía un hidalgo de los de lanza en astillero.
(Miguel de Cervantes)

Cuando se desee indicar que la reproducción no se hace desde el principio, lo mejor es comenzar la cita con puntos suspensivos sin corchetes, dejando un espacio entre ellos y la primera palabra de la cita.

#### Otros usos
- En el caso de documentos como la epigrafía o la papirología, las expresiones incompletas pero reconstruidas por editores y filólogos se restituyen entre corchetes.

- El corchete de apertura se utiliza también en poesía, donde señala la continuidad de un verso demasiado larga para caber en un solo renglón:

En toda su longitud
sobre cortas líneas
el verso se extendió;
tanto continuó el
 [horror

que el corchete se usó.
- En obras de carácter lingüístico, para encerrar la transcripción fonética (para la fonológica, se emplea la barra [/]): /bueno/ [bwéno].

### Matemáticas
Donde la progresión de profundidad para estas operaciones se invierte a la sintáctica, quedando en lo sucesivo {...[...(.... Por ejemplo:
{\displaystyle \{(5+4)\times [(1-3)+(6+2)]\}}
Además, el uso de corchetes en esta materia puede definir intervalos cerrados:
sea I un intervalo cerrado
{\displaystyle I=[a,b]\ }
que corresponde a los valores reales:
{\displaystyle I=\{x\in \mathbb {R} \,|\,a\leq x\leq b\}}
Por ejemplo:
{\displaystyle \lbrack 0,1\rbrack }
es el conjunto de números reales x tales que:
{\displaystyle 0\leq x\leq 1}

### Informática
Los corchetes se usan para denotar listas o secuencias. Por ejemplo, [4, 1, 9] es la secuencia de los números 4, 1 y 9.

#### Uso de los corchetes en programación
- Para hacer referencia a los elementos de una formación, y a veces para definir el número de elementos en un arreglo, especialmente en C: queue[10].
- En muchos lenguajes de programación, se emplean para definir los valores de un arreglo o lista: [5, 10, 15]
- En Forth, el “[” hace que el sistema entre en estado de interpretación y “]” hace que el sistema entre en estado de compilación.
- En Tcl, los corchetes encierran un subíndice que se evalúa y sustituye el resultado.
- En algunos lenguajes CLI, como C# y C++, se usan para denotar atributos.
- En Objective-C, los corchetes se usan para enviar un mensaje al método de un objeto.
- En Unix, “[” es una abreviación para el comando test.
- En JSON son empleados para definir un arreglo (una secuencia ordenada de valores separados por comas).
- En Python se usan para denotar listas y tuplas, también conocidos como arreglos.

### Unicode
Estos símbolos se suelen representar con los siguientes caracteres Unicode:
| Carácter      | [                   | [                   | ]                    | ]                    |
| ------------- | ------------------- | ------------------- | -------------------- | -------------------- |
| Unicode       | LEFT SQUARE BRACKET | LEFT SQUARE BRACKET | RIGHT SQUARE BRACKET | RIGHT SQUARE BRACKET |
| Codificación  | decimal             | hex                 | decimal              | hex                  |
| Unicode       | 91                  | U+005B              | 93                   | U+005D               |
| UTF-8         | 91                  | 5B                  | 93                   | 5D                   |
| Ref. numérica | &#91;               | &#x5B;              | &#93;                | &#x5D;               |